# لودوویچ فابرگاس
لودوویچ فابرگاس (فرانسوی: Ludovic Fabregas‎؛ زادهٔ ۱ ژوئیهٔ ۱۹۹۶) بازیکن هندبال اهل فرانسه است.
از باشگاه‌هایی که در آن بازی کرده‌است می‌توان به باشگاه هندبال بارسلونا اشاره کرد.